# دوري الدرجة الثانية السعودي 2025–26
دوري الدرجة الثانية السعودي 2025–2026 هو الموسم الثلاثين من دوري الدرجة الثانية السعودي منذ إطلاقه في عام 1996،

## تغييرات الفرق
ينافس 32 فريقا في الدوري، منها 25 فريق من موسم 2024–25، وثلاثة فرق هبطت من دوري يلو 2024–25 وأربع فرق أخرى ترقت من دوري الدرجة الثالثة.

### إلى دوري الدرجة الثانية
| فرق ترقت من دوري الدرجة الثالثة - نادي القلعة - نادي عفيف - نادي جبة - نادي النعيرية | فرق هبطت من دوري الدرجة الأولى - نادي العين - نادي الصفا - نادي أحد |

### من دوري الدرجة الثانية
| فرق ترقت إلى دوري الدرجة الأولى - نادي الدرعية - نادي العلا - نادي الأنوار | فرق هبطت إلى دوري الدرجة الثالثة - نادي الأنصار - نادي الحوراء - نادي التقدم - نادي القيصومة |

## الفرق
في 27 مايو 2025 أجريت قرعة دوري الدرجة الثانية لموسم 2025-2026 في مقر الاتحاد السعودي لكرة القدم بالرياض، وبمشاركة 32 فريقًا حيث قسمت إلى 16 مستوى بواقع فريقين في كل مستوى. ونتج عن القرعة تقسيم الفرق إلى مجموعتين على النحو التالي:
؛المجموعة أ
```

```

| النادي      | الموقع           | الملعب                                      |
| ----------- | ---------------- | ------------------------------------------- |
| نادي النجوم | المبرز(الشقيق)   | الملعب الرديف بملعب الأمير عبد الله بن جلوي |
| الساحل      | عنك              | مدينة الأمير سعود بن جلوي الرياضية (الخبر)  |
| الجيل       | الأحساء (الهفوف) | مدينة الأمير عبد الله بن جلوي الرياضية      |
| الشعلة      | الخرج            | ملعب نادي الشعلة                            |
| نجران       | نجران            | مدينة الأمير هذلول بن عبد العزيز الرياضية   |
| العين       | الباحة           | مدينة الملك سعود الرياضية                   |
| الترجي      | القطيف           | مدينة الأمير نايف بن عبد العزيز الرياضية    |
| عفيف        | عفيف             | ملعب نادي الدرع (الدوادمي)                  |
| جبة         | جبة              | ملعب نادي الجبلين (حائل)                    |
| الروضة      | الأحساء (الجشة)  | مدينة الأمير عبد الله بن جلوي الرياضية      |
| الوشم       | شقراء            | ملعب نادي الوشم                             |
| الانتصار    | رابغ             | ملعب نادي الانتصار                          |
| السد        | الدلم            | ملعب نادي الشعلة (الخرج)                    |
| جرش         | أحد رفيدة        | مدينة الأمير سلطان الرياضية (أبها)          |
| طويق        | الزلفي           | ملعب نادي الزلفي                            |
| نادي الشرق  | الدلم            | ملعب نادي الشعلة (الخرج)                    |

المجموعة ب
| النادي      | الموقع          | الملعب                                      |
| ----------- | --------------- | ------------------------------------------- |
| نادي الغوطة | موقق            | ملعب نادي الجبلين (حائل)                    |
| هجر         | الأحساء         | مدينة الأمير عبد الله بن جلوي الرياضية      |
| عرعر        | عرعر            | ملعب الأمير عبد الله بن عبد العزيز بن مساعد |
| بيشة        | بيشة            | ملعب جامعة بيشة                             |
| الكوكب      | الخرج           | ملعب نادي الشعلة                            |
| نادي مضر    | القطيف          | مدينة الأمير نايف بن عبد العزيز الرياضية    |
| اللواء      | بقعاء           | ملعب نادي الجبلين (حائل)                    |
| أحد         | المدينة المنورة | مدينة الأمير محمد بن عبد العزيز الرياضية    |
| الريان      | حائل            | ملعب نادي الجبلين                           |
| القوس       | الخرمة          | ملعب نادي القوس                             |
| الصفا       | صفوى            | ملعب نادي الصفا                             |
| الصقر       | بريدة           | ملعب نادي التعاون                           |
| حطين        | صامطة           | مدينة الملك فيصل الرياضية (جازان)           |
| وج          | الطائف          | مدينة الملك فهد الرياضية                    |
| النعيرية    | النعيرية        | ملعب نادي النعيرية                          |
| القلعة      | سكاكا           | ملعب نادي القلعة                            |

### الفرق حسب المناطق الإدارية السعودية
| ترتيب | المنطقة               | العدد | الفرق                                                                      |
| ----- | --------------------- | ----- | -------------------------------------------------------------------------- |
| 1     | المنطقة الشرقية       | 9     | النعيرية، الصفا، نادي مضر، هجر، الروضة، الساحل، الجيل، نادي النجوم، الترجي |
| 2     | منطقة الرياض          | 7     | نادي الشرق، الكوكب، طويق، السد، الوشم، عفيف، الشعلة                        |
| 3     | منطقة حائل            | 4     | اللواء، الريان، نادي الغوطة، جبة                                           |
| 4     | منطقة مكة المكرمة     | 3     | القوس، وج، الانتصار                                                        |
| 5     | منطقة عسير            | 2     | جرش، بيشة                                                                  |
| 6     | منطقة الباحة          | 1     | العين                                                                      |
| 6     | منطقة نجران           | 1     | نجران                                                                      |
| 6     | منطقة جازان           | 1     | حطين                                                                       |
| 6     | منطقة القصيم          | 1     | الصقر                                                                      |
| 6     | منطقة المدينة المنورة | 1     | أحد                                                                        |
| 6     | منطقة الجوف           | 1     | القلعة                                                                     |
| 6     | منطقة الحدود الشمالية | 1     | عرعر                                                                       |